# Джуринский, Александр Наумович
Александр Наумович Джуринский (род. 5 июня 1941 года в г. Немиров Винницкой области Украинской ССР, СССР) — советский и российский учёный, кандидат исторических и доктор педагогических наук, профессор, академик Российской академии образования, иностранный член Академии педагогических наук Казахстана, почётный профессор Московского педагогического государственного университета.

## Биография
Мать Полина Ефимовна Джуринская — воспитанница педагога А. С. Макаренко.
1958 г. — окончил общеобразовательную школу № 40 в г. Алма-Ате .
1963 г.- окончил с отличием Казахский государственный педагогический институт им. Абая (КазПИ им. Абая; ныне Казахский национальный педагогический университет им. Абая, КазНПУ) (Қазақ ұлттық педагогикалық университеті. Абай).
1963 г. — учитель сельской школы в Джамбульской области (Казахская ССР).
1963—1966 гг. — аспирант Университета им. С. М. Кирова (г. Алма-Ата).
1967—1971 гг. — доцент КазПИ им. Абая.
1971—1985 гг. — старший научный сотрудник Академии педагогических наук СССР.
1977—1978 гг. — стажёр Университета Париж Декарт — Париж V (Франция) (L’université Paris-Descartes — Paris-V).
1985—1995 гг. — доцент, профессор кафедры педагогики Московского педагогического государственного университета (МПГУ) (до 1990 г. — Московский государственный педагогический институт имени В. И. Ленина).
1992—1995 гг. — иностранный профессор Университета Цукубы (Япония) (大学図書館),
1995—1996 гг. — профессор кафедры педагогики начального обучения МПГУ.
1996—2014 гг. — заведующий кафедрой трудового и эстетического воспитания МПГУ.
2014 г. — по настоящее время — профессор кафедры теории и практики начального образования МПГУ
2012 г. — иностранный профессор Казахского государственного женского педагогическо университета
2013 г. — иностранный профессор КазНПУ (Алма-Ата, Казахстан)
2004 г. избран членом-корреспондентом Российской академии образования
2013 г. избран иностранным членом Академии педагогических наук Казахстана
2015 г. избран академиком Российской академии образования
2017 г. избран почётным профессором МПГУ.

## Награды
Серебряная медаль по окончании средней школы (1958)
Медаль За освоение целинных земель (1968)
Медаль Ветеран труда (1990)
Медаль В память 850-летия Москвы (1997)
Премия Правительства Российской Федерации в области образования (2011)
Золотая медаль За достижения в науке РАО (2017)
Медаль За заслуги в развитии истории педагогики (2016)
Премия Выбор вузов России издательства Юрайт (2013)
Премия имени Л. С. Выготского МПГУ (2018)

## Научная и педагогическая деятельность
Специалист по общей истории, истории педагогики, сравнительной педагогике, образованию в многонациональном социуме.
В 1967 г. защитил кандидатскую диссертацию «Советско-французские отношения (1944—1947 гг.)» в Московском государственном институте международных отношений (научный руководитель — Ю. В. Борисов).
В 1985 г. защитил докторскую диссертацию «Основные тенденции развития теории и практики общего образования во Франции с конца XIX в. до второй мировой войны» в НИИ общей педагогики АПН СССР.
В своих трудах актуализирует понимание объекта, целей, социокультурных, философских обоснований, классификации идей и практик в историко-педагогической науке, исследует генезис истории педагогики в российской, региональных и мировой цивилизациях, творчество классиков педагогики, историю педагогических инноваций. В сферу научных интересов входят оценки статуса, терминологии, объекта, предмета, функций, цели, задач, методов сравнительной педагогики, сопоставительные характеристики педагогических идей, концепций и теорий, систем образования в России и за рубежом на современном этапе. Изучает субъекты, концепты, школьную политику, практики воспитания и обучения в многонациональном социуме. Разрабатывает проблемы истории педагогики и сравнительной педагогики как учебных предметов. Автор учебников, учебных пособий, курсов, программ для бакалавров, магистров, аспирантов по истории педагогики, сравнительной педагогике, образованию в многонациональном социуме, педагогике и образованию в отдельных странах , используемых в вузах России и ближнего зарубежья.
Один из основателей Совета по сравнительной педагогике при Российской академии образования.
Член Бюро отделения философии образования и теоретической педагогики РАО.
Член диссертационных советов 212.154.11 и 212.154.21 по защите докторских и кандидатских диссертаций МПГУ.
Консультант двух докторских и руководитель тринадцати кандидатских успешно защищённых диссертаций.
Член Европейского общества сравнительной педагогики.
Член редакционного совета журнала «Наука и школа».

### Книги
- Джуринский А. Н. Высшее образование в современном мире: тренды и проблемы.2-е изд., испр. и доп. Монография. — М.: Прометей, 2018, — 220 с. — ISBN 978-5-907003-14-9.
- Джуринский А. Н. Поликультурное образование в многонациональном социуме. Учебник, 2-е изд. перераб. и доп. — М.: Юрайт, 2018. — 252 с. — ISBN 978-5-9916-4517-1. — URL: https://urait.ru/book/polikulturnoe-obrazovanie-v-mnogonacionalnom-sociume-413230
- Джуринский А. Н. История педагогики и образования. Часть 1. С древнейших времён до XIX в. Учебник. 3-е изд., испр. и доп.- М.: Юрайт. 2018. — 399 с. — ISBN 978-5-9916-7676-2.- URL: https://urait.ru/book/istoriya-pedagogiki-i-obrazovaniya-v-2-ch-chast-1-s-drevneyshih-vremen-do-xix-veka-421496
- Джуринский А. Н. История педагогики и образования. XX—XXI века. Часть 2. Учебник, 3-е изд., испр. и доп, — М.: Юрайт, 2018.- 283 с. — ISBN 978-5-9916-7677-9 (ч.2). — URL: https://urait.ru/book/istoriya-pedagogiki-i-obrazovaniya-v-2-ch-chast-2-xx-xxi-veka-421497
- Джуринский А. Н. Сравнительная педагогика. Учебник. 3-е изд., перераб. и доп.- М.: Юрайт, 2018. — 354 с.- ISBN 978-5-9916-7169-9. — URL: https://urait.ru/book/sravnitelnaya-pedagogika-412902
- Джуринский А. Н. История педагогики и образования. Учебник. 3-е изд., перераб. и доп. — М.: Юрайт , 2014. — 676 с.- ISBN 978-5-9916-3182-2. — URL: http://urss.ru/PDF/add_ru/159473-1.pdf
- Джуринский А. Н. Сравнительное образование. Вызовы XXI века. Монография. — М.: Прометей, 2014. — 328 с. — ISBN 978-5-7042-2519-5.- URL: https://search.rsl.ru/ru/record/02000023518
- Джуринский А. Н. Теория и методология истории педагогики и сравнительной педагогики. Актуальные проблемы. Монография. — М.: Прометей. 2014.- 130 с. — ISBN 978-5 −7042-2523-2. — URL: https://search.rsl.ru/ru/record/01007851965
- Джуринский А. Н. Сравнительная педагогика. Взгляд из России. Монография. — М.: Прометей, 2013. — 162 с. — ISBN 978-5-7042-2381-8. — URL: https://search.rsl.ru/ru/record/01006579205
- Джуринский А. Н. Зарубежная педагогика. Учебное пособие. — М.: Гардарики, 2008. — 383 с. — ISBN 978-5-8297-0354-7, — URL: https://search.rsl.ru/ru/record/01004045588
- Джуринский А. Н. Концепции и реалии мультикультурного воспитания: сравнительный анализ. Монография.- М.; Academia, 2008.- 304 с.- ISBN 978-5-87444-297-2.- URL: https://search.rsl.ru/ru/record/01004115354
- Джуринский А. Н. История образования и педагогической мысли. Учебник. — М.; ВЛАДОС. 2003. — 400 с. — ISBN 5-305-00100-5. — URL: https://search.rsl.ru/ru/record/01002152513
- Джуринский А. Н. Развитие образования в современном мире. Учебное пособие. 2-е изд., испр. и доп. — М.: ВЛАДОС. 2003. — 240 с.- ISBN 3-691-01200-2.- URL: https://web.archive.org/web/20181024195745/http://static.my-shop.ru/product/pdf/88/873896.pdf
- Джуринский А. Н. История педагогики. Учебное пособие. — М.: ВЛАДОС,2000. — 432 с. — ISBN 5-691-00196-5. — URL: http://studentam.net/content/category/4/113/124/
- Джуринский А. Н. Модернизация образования и воспитания в США. Учебное пособие. — М.: УРАО. 2000,- 96 с. — URL: https://search.rsl.ru/ru/record/01002449781
- Джуринский А. Н. История зарубежной педагогики. Учебное пособие.- М.: Форум-Инфра-М, 1998. — 269 с. — ISBN 5-86225-725-4.- URL: http://sdo.mgaps.ru/books/K4/M2/file/2.pdf
- Джуринский А. Н. Чему и как учат школьников в Японии. — М.: Российское педагогическое Агентство.1997.- 84 с. — ISBN 5-86825-030-3.- URL: https://search.rsl.ru/ru/record/01001766059
- 資料ロシアの教育.課題と展望 A. N.ジュリンスキー . Пер. с яп.: Джуринский А. Н. Общеобразовательная школа в России: проблемы и перспективы // Образование в России: прошлое и будущее / под ред. Кейко Секи и Савано Юкико. — Токио: Еиндокусеся, 1996 .- C. 85-105. — ISBN 4-7880-0112-8. — URL: http://ci.nii.ac.jp/ncid/BN14500299
- Джуринский А. Н. Школа Франции. Традиции и реформы. — М.: Знание ,1981. — 96 с. URL: http://pedagogic.ru/books/item/f00/s00/z0000035/st000.shtml
- Джуринский А. Н. Политическая борьба вокруг школьного вопроса во Франции // Французский ежегодник. 1979, — М.: Наука, 1981.- С. 213—229. — URL: http://annuaire-fr.narod.ru/fe1979-oglav.html

### Статьи
- Джуринский А. Н. Интернационализация высшего образования: сотрудничество России и Китая // Гуманитарные науки и образование. — 2020. -т. 11. -№ 1.-. 34-39
- Джуринский А. Н. Межкультурное образование во Франции // Преподаватель XXI век. — 2018. № 4-1. -С. 32-44.- URL: https://cyberleninka.ru/article/n/mezhkulturnoe-obrazovanie-vo-frantsii
- Джуринский А. Н. Концептуализация сравнительной педагогики // Педагогика.- 2018. — № 1. — C.111-120. — ISSN 0869-561X.- URL :https://spblib.ru/catalog/-/books/12291681-conceptualization-of-comparative-pedagogy
- Dzhurinskiy A. School Policy in Russia and The Challenges of a Multicultural Society // Procedia — social and behavioral Sciences, Elsevier (United States). — 2015. — Т. 186,- P. 811 −814.- ISSN 1877-0428. — URL: https://authors.elsevier.com/TrackPaper.html
- Джуринский А. Н. Тенденции развития и проблемы историко-педагогической науки // Педагогика.- 2011.- № 7. — C. 79-83. — ISSN 0869-56IX. — URL: https://dlib.eastview.com/browse/doc/26038764
- Джуринский А. Н. Проблемы поликультурного воспитания в зарубежной педагогике // Вопросы философии.- 2007.- № 10. — C. 41-52. — ISSN (print) 0042-8744. — URL: https://dlib.eastview.com/browse/doc/12829685
- Джуринский А. Н. Интернационализация высшего образования в современном мире // Педагогика,- 2004,- № 3. — С. 83-92. — ISSN 0869-56IX.- URL: http://portalus.ru/modules/shkola/rus_readme.php?subaction=showfull&id=1193230853&archive=1196815145&start_from=&ucat=&
- Джуринский А. Н. Поликультурное воспитание: сущность и перспективы развития // Педагогика.- 2002, — № 10.- С. 93-96. — ISSN 0869-56IX.- URL: http://portalus.ru/modules/shkola/rus_readme.php?subaction=showfull&id=1192708014&archive=1195938639&start_from=&ucat=&
- Hiromichi Ojima, Alexander Dzurinski. Development of Beginning Teachers’ Ability and their Training in Japan and Russia // Bulletin of Institute Education of University Tsukuba.- 1993.- V.18,- N 1. — P. 81-94. На яп.:яз.: Hiromichi OJIMA ＆ Alexander DZURINSKI 「Development of. Beginning Teachers. ' Ability and Their Training in Japan and Russia」. 筑波 前掲，. 見世千賀子 「多 ..- URL:https://www.google.ru/search?ie=UTF-8&hl=ru&q=Hiromichi%20Ojima%2C%20Alexander%20Dzurinski.
- Djourinski A. Problèmes et principes de recherche en histoire de l’éducation en Russie // Paedagogica Historica. International Journal of the History of Education.- 1992. — XXVIII. −2.- P. 408—410. — ISSN 00309230. — URL: https://www.tandfonline.com/toc/cpdh20/28/2?nav=tocList
- Bim-Bad B.M., Goncharov L. N., Dshurinski A.N., Ogorodnikova I.I., Salimova K.I., Tschavtschanidse D.L. Einige algemeintheoretishe Problem der bürgerlichen Pädagogik (1917 bis 1939) // Vergleichende Pädagogik. — 1978.- N 4.- P. 395—407